# Condat (Lot)
Condat ist eine südfranzösische Gemeinde mit 399 Einwohnern (Stand: 1. Januar 2022) im Département Lot in der Region Okzitanien. Die Gemeinde gehört zum Arrondissement Gourdon und zum Kanton Martel. Die Einwohner werden Condatais genannt.

## Lage
Condat liegt im Norden des Quercy. Umgeben wird Condat von den Nachbargemeinden Cavagnac im Norden und Nordwesten, Chauffour-sur-Vell im Norden, Branceilles im Osten und Nordosten, Saint-Michel-de-Bannières im Süden und Südosten, Strenquels im Westen und Südwesten sowie Les Quatre-Routes-du-Lot im Westen und Nordwesten.

## Bevölkerungsentwicklung
| Jahr                       | 1962 | 1968 | 1975 | 1982 | 1990 | 1999 | 2006 | 2018 |
| Einwohner                  | 274  | 262  | 241  | 259  | 310  | 332  | 404  | 413  |
| Quellen: Cassini und INSEE |      |      |      |      |      |      |      |      |